# Белка (приток Ужа)
Бе́лка — правый приток реки Уж, протекающий по Новоград-Волынскому и Коростенскому районам (Житомирская область).

## География
Длина — 20 км (5 км по Емильчанскому, 15 км по Коростенскому). Площадь бассейна — 94,5 км². Русло реки (отметки уреза воды) в верхнем течении (село Рудня) находится на высоте 205,9 м над уровнем моря. Является магистральным каналом осушительной системы, созданной в верховье реки (южнее села Дуга). Служит водоприёмником системы каналов. Создано несколько прудов. Уклон реки — 1,8 м/км.
Берёт начало южнее села Дуга. Река течёт на север, северо-запад. Впадает в реку Уж (на 214-м км от её устья) в селе Белка.
Пойма очагами занята болотами и лугами, лесам.
Населённые пункты на реке (от истока к устью):
Бывший Емильчинский район
1. Дуга

Коростенский район — Коростенская городская община
1. Рудня
2. Сушки
3. Белка